# Карпушинське сільське поселення
Карпу́шинське сільське поселення (рос. Карпушинское сельское поселение) — адміністративна одиниця у складі Котельницького району Кіровської області Росії. Адміністративний центр поселення — селище Карпушино.

## Історія
Станом на 2002 рік на території сучасного поселення існували такі адміністративні одиниці:
- Єкатерининський сільський округ (село Єкатерина, присілки Кокушка, Крисичі, Мала Мельниця, Пестови)
- Карпушинський сільський округ (селища Карпушино, присілки Карпушини, Ключі, Краєви, Остолопови, Патруші, Петухови, Пономарьови, Сутяга, Татари, Тімоничі, Халтуровщина)

Поселення було утворене згідно із законом Кіровської області від 7 грудня 2004 року № 284-ЗО у рамках муніципальної реформи шляхом об'єднання та перетворення Єкатерининського та Карпушинського сільських округів.

## Населення
Населення поселення становить 582 особи (2017; 600 у 2016, 635 у 2015, 639 у 2014, 656 у 2013, 665 у 2012, 682 у 2010, 1022 у 2002).

## Склад
До складу поселення входять 13 населених пунктів:
| Населений пункт         | Населення, осіб (2002) | Населення, осіб (2010) |
| ----------------------- | ---------------------- | ---------------------- |
| Єкатерина, село         | 308                    | 173                    |
| Карпушини, присілок     | 4                      | 7                      |
| Карпушино, селище       | 539                    | 418                    |
| Ключі, присілок         | 0                      | -                      |
| Кокушка, присілок       | 4                      | 1                      |
| Краєви, присілок        | 0                      | -                      |
| Крисичі, присілок       | 6                      | 2                      |
| Мала Мельниця, присілок | 3                      | 2                      |
| Остолопови, присілок    | 0                      | -                      |
| Патруші, присілок       | 15                     | 6                      |
| Пестови, присілок       | 6                      | 6                      |
| Петухови, присілок      | 94                     | 54                     |
| Пономарьови, присілок   | 0                      | 0                      |
| Сутяга, присілок        | 37                     | 10                     |
| Татари, присілок        | 0                      | -                      |
| Тімоничі, присілок      | 5                      | 3                      |
| Халтуровщина, присілок  | 1                      | 0                      |